# Macroprora
Macroprora là một chi bướm đêm thuộc họ Noctuidae.